# Аршинов Микола Миколайович
Аршинов Микола Миколайович (1887, Суми — 1957, Льгов) —  радянський художник.

## Походження
М.Аришинов народився в місті Суми Харківської губернії у 1887 році.

## Навчання
Закінчив Московське училище живопису, ліплення і зодчества. Вчився разом з Олександром Герасимовим, Михайлом Козиком і Володимиром Маяковським. Педагогами М. Аршинова були Костянтин Коровін, Микола Касаткін та Олексій Степанов.

## Творчість
Після закінчення навчання жив і працював у Льгові.
М.Аришинов був першим вчителем народного художника України Євгена Волобуєва.
Кисті М.Аршинова належать кілька портретів Маяковського. Один з них довгий час знаходився в редакції курської газети, а потім безслідно зник.